# Christiane Möbus
Christiane Möbus, née le 11 avril 1947 à Celle (Allemagne), est une sculptrice allemande, artiste d’objets et professeure universitaire.

## Biographie
Möbus naît le 11 avril 1947 à Celle. Elle étudie de 1966 à 1970 à la Haute École d'arts plastiques de Brunswick, notamment avec Emil Cimiotti. Elle s’établit pendant deux années à New York dans le cadre d'une bourse obtenue auprès de la DAAD. Après avoir terminé ses études, elle enseigne dans un lycée, puis obtient une chaire de  professeure invitée à la Haute École d'arts plastiques de Brunswick en 1981. L'année suivante en 1982, elle y est nommée professeure. À partir de 1990, elle enseigne à l'Université des arts de Berlin et est professeure invitée au Konsthögskolan Valand (sv) de l'université de Göteborg.
Dans le cadre de son travail, qui se concentre sur la sculpture et l'art de l'objet, elle reçoit plusieurs bourses d'études et de nombreux prix,,. 

## Socle de monument vide à Göttingen
En 2014, Christiane Möbus offre une œuvre à la ville de Göttingen, inaugurée le 19 novembre 2015.
C'est une réplique humoristique du mémorial Ernst August de Hanovre. Il s'agit d'un piédestal de forme et de taille identiques, mais sans cheval ni cavalier, qui — comme l'original à Hanovre —  est installé devant la gare de Göttingen. À l'épigraphe originale gravée sur le piédestal : « Dem Landesvater sein treues Volk » (Au père de l'État, son peuple fidèle), l'artiste substitue celle de : « Dem Landesvater seine Göttinger Sieben » (Au père de l'État, les sept de Göttingen).  
Le fait que le socle soit vide d'une part, que l'épigraphe soit modifiée d'autre part, et qu'aux sept noms des professeurs soit ajouté celui de l'artiste (dans la même taille et police de caractères), suscite de vives critiques. Trois jours après l'inauguration du monument, il s'avère que l'inscription originale n'était pas fidèlement reproduite : l'année de l'accession au trône d'Ernst August Ier était indiquée en chiffres romains en 1827 au lieu de 1837 — un X manquait. L'erreur est corrigée deux semaines après l'inauguration.

## Collections publiques (sélection)
- Musée Sprengel à Hanovre
- Nouveau musée - Musée national d'art et de design de Nuremberg (de)
- Musée de Wiesbaden

## Expositions (sélection)

### Expositions personnelles
- 1997 : Kunstverein de Hanovre[5]
- 2003 : Galerie Rupert Walser[6], Munich
- 2005 : Kunsthalle Bremen
- 2007 : Galerie Rupert Walser[6], Munich ; Nouveau musée - Musée national d'art et de design de Nuremberg
- 2008 : nouvelle association d'art de Berlin
- 2012 : réouverture[7] du Musée du cloître Unser Lieben Frauen (de), Magdebourg
- 2015 : Galerie d'art Vogelmann (de), Heilbronn
- 2018-2019 : Galerie d'art Rupert Walser[8], Munich

### Expositions de groupe
- 1997 : Galerie Mueller-Roth[9], Stuttgart ; 45. Exposition annuelle du Deutscher Künstlerbund, Kunsthalle Rostock
- 2000 : Galerie Mueller-Roth[9], Stuttgart ; Kunstverein Bad Salzdetfurth e. V., Bodenburg ; Musée de Wiesbaden
- 2002 : Musée national d'art et de design de Nuremberg ; Pfalzgalerie Kaiserslautern ; Musée Folkwang, Essen ; Staatliche Kunsthalle Baden-Baden
- 2003 : Kunstverein Grafschaft Bentheim, Neuenhaus ; NRW-Forum Culture et économie, Düsseldorf
- 2003-2004 : Kunstverein de Hanovre[10]
- 2005 : Galerie Mueller-Roth[9], Stuttgart ; Musée Von der Heydt, Wuppertal ; Kunstverein de Hanovre[11]
- 2006 : Musée de la fondation Wilhelm Lehmbruck ; Centre de sculpture internationale, Duisbourg
- 2007 : Kunstmuseum Kloster Unser Lieben Frauen ( Musée du cloître Unser Lieben Frauen (de)), Magdeburg
- 2008 : Galerie Mueller-Roth[9], Stuttgart ; Kunstverein de Hanovre[12]
- 2010 : Kunstverein de Hanovre[13]
- 2011-2012 : ...à partir d'un entrepôt, Christiane Möbus et Timm Ulrichs[14], Musée DKM (de), Duisbourg
- 2015 : Kunstverein de Hanovre[15]
- 2018 : Association d'art de Hanovre[16]

## Prix (sélection)
- 1977 : bourse d'études Karl Schmidt-Rottluff[17]
- 1978 : lauréate Villa Romana[17]
- 1980 : prix Bernhard-Sprengel des Beaux-Arts, Hanovre[17]
- 1981 : prix du Cercle Culturel et Économique Allemand, Berlin
- 1986 : prix d'encouragement de l'Académie des Beaux-Arts, Berlin[17]
- 1993 : prix de Basse-Saxe dans la catégorie Culture[18]
- 2010 : prix Gabriele-Münter, Berlin[19]
- 2018 : prix Hannah-Höch, Berlin[20]

## Crédit d’auteurs
- (de) Cet article est partiellement ou en totalité issu de l’article de Wikipédia en allemand intitulé « Christiane Möbus » (voir la liste des auteurs).